# لوئیجی د ماجیستری
لوئیجی د ماجیستری (به ایتالیایی: Luigi de Magistris) (زاده ۲۰ ژانویه ۱۹۶۹ ناپل) یک دادستان و سیاستمدار ایتالیایی از حزب لیبرال ایتالیاست. او بدلیل بر عهده داشتن چندین پروندهٔ مهم دربارهٔ فساد سیاستمداران در ایتالیا بسیار مشهور شد. او از سال ۲۰۱۱ عهده دار سمت شهردار ناپل است و قبل از آن در سال ۲۰۰۹ در رای گیری پارمان اروپا به عنوان عضو پارلمان انتخاب شد.